# Grand Prix Cycliste de Saguenay
El Grand Prix Cycliste de Saguenay (anteriormente: Coupe des Nations Ville Saguenay) es una competición de ciclismo por etapas que se disputa en la localidad de Ville de Saguenay, Quebec (Canadá). 
Formó parte de la Copa de las Naciones UCI sub-23 desde 2008 a 2013, estando reservada para jóvenes de entre 19 y 22 años de edad. A partir de 2014, no integra la Copa de las Naciones sub-23, y no hay limitación de edad.
Además está encuadrada en el UCI America Tour desde su primera edición en 2008. Cuando formó parte de la copa de las naciones, dentro de la categoría 2.Ncup y desde 2014 en la categoría 2.2 (última categoría del profesionalismo pero sin limitación de edad y pudiendo participar equipos comerciales). 

## Palmarés
| Año                              | Ganador                 | Segundo            | Tercero            |
| -------------------------------- | ----------------------- | ------------------ | ------------------ |
| Coupe des Nations Ville Saguenay |                         |                    |                    |
| 2008                             | Thomas Kvist            | Rui Alberto Costa  | Alfredo Balloni    |
| 2009                             | Johan Le Bon            | Nico Keinath       | Sergio Luis Henao  |
| 2010                             | Luka Mezgec             | Camilo Suárez      | Benjamin King      |
| 2011                             | Christopher Juul-Jensen | Arman Kamyshev     | Miras Bederbekov   |
| 2012                             | Arman Kamyshev          | Julian Alaphilippe | Alexéi Lutsenko    |
| 2013                             | Sondre Enger            | Alexis Gougeard    | Diego Ochoa        |
| Grand Prix Cycliste de Saguenay  |                         |                    |                    |
| 2014                             | Jure Kocjan             | Pierrick Naud      | Luis Romero Amaran |
| 2015                             | Matteo Dal-Cin          | Ryan Roth          | Guillaume Boivin   |
| 2016                             | Ryan Roth               | Ben Perry          | Mihkel Räim        |
| 2017                             | Steve Fisher            | Guillaume Boivin   | Ulises Castillo    |
| 2019                             | Nickolas Zukowsky       | Matthew Zimmer     | Diego Milán        |

## Palmarés por países
| País           | Victorias |
| -------------- | --------- |
| Canadá         | 3         |
| Dinamarca      | 2         |
| Eslovenia      | 2         |
| Kazajistán     | 1         |
| Noruega        | 1         |
| Francia        | 1         |
| Estados Unidos | 1         |